# Mindvégig Agatha
A Mindvégig Agatha (eredeti cím: Agatha All Along) 2024-es amerikai szuperhős sorozat, amelyet Jac Schaeffer készített a Disney+ számára. A sorozat a  WandaVízió spin-offja és a Marvel-moziuniverzum (MCU) tizennegyedik televíziós sorozata. A főbb szerepekben Kathryn Hahn, mint a címszereplő Agatha, Joe Locke, Patti LuPone, Aubrey Plaza, Sasheer Zamata, Ali Ahn, Maria Dizzia, Paul Adelstein, Miles Gutierrez-Riley, Okwui Okpokwasili és Debra Jo Rupp látható.
A fejlesztés 2021 októberében kezdődött majd a sorozatot hivatalosan a következő hónapban jelentették be. A forgatás 2023. januárja és májusa között zajlott az atlantai Trilith stúdióban, Georgia államban és Los Angelesben. A sorozat sok különböző címen futott de végül kiderült hogy ez mind csak a marketingkampány része volt. 2024. májusában bejelentették a végső címet Agatha All Along (Mindvégig Agatha)  ezzel utalva a WandaVízióban hallható azonos nevű dalra.
A produkció az Amerikai Egyesült Államokban 2024. szeptember 18-án, Magyarországon egy nappal később debütált a Disney+-on, dupla epizóddal. A sorozat az MCU ötödik fázisának a része.

## Cselekmény
Miután feloldják Wanda bűbáját, Agatha Harkness boszorkányokat toboroz és elindul velük a Boszorkányok Útján, hogy visszaszerezhesse korábbi hatalmát.

## Szereplők

### Főszereplők
| Szereplő                                 | Színész               | Magyar hang                             | Leírás |
| ---------------------------------------- | --------------------- | --------------------------------------- | --- |
| Agatha Harkness                          | Kathryn Hahn          | Bertalan Ágnes                          | Nagy erejű boszorkány, akit Wanda erejétől megfosztva Westviewban hagyott, hogy Agnesként élje mindennapjait. A bűvölet megszűnése után új boszorkánykovent hoz létre és elindul a Boszorkányúton, hogy visszaszerezze hatalmát.     |
| William Kaplan / Billy Maximoff / Kölyök | Joe Locke             | Berecz Kristóf Uwe                      | Sötét humorérzékkel rendelkező meleg kamasz, aki segít Agathának. Később kiderül, hogy William Kaplan, egy fiatal fiú, aki egy autóbalesetben meghal, és akinek testét Wanda fiának, Billy Maximoffnak a lelke találja meg.          |
| Sharon Davis                             | Debra Jo Rupp         | Halász Aranka                           | Westview, New Jersey állambeli lakos, akinek elhunyt a férje és a Harkness koven tagja. Ő volt Mrs. Hart a WandaVízióban. |
| Rio Vidal / Halál                        | Aubrey Plaza          | Gáspár Kata Kovács Lotti (énekhang)     | Harcos zöld boszorkány, a koven tagja. |
| Jennifer Kale                            | Sasheer Zamata        | Lapis Erika                             | Egy varázslócsaládból származó, mágikus erőkkel bíró nő, a Harkness koven tagja. |
| Alice Wu-Gulliver                        | Ali Ahn               | Botos Éva Kis-Kovács Luca (énekhang)    | Boszorkány, a Harkness koven tagja. |
| Vertigo                                  | Okwui Okpokwasili     | Nem szólal meg                          | A Salem-i hetek egyik boszorkánya. |
| Lilia Calderu                            | Patti LuPone          | Hámori Ildikó Kováts Kriszta (énekhang) | 450 éves, jóslásban jártas szicíliai boszorkány, a Harkness koven tagja. |
| Lilia Calderu                            | Chloe Camp (fiatalon) | Fazekas Hanna                           | 450 éves, jóslásban jártas szicíliai boszorkány, a Harkness koven tagja. |
| Ralph Bohner                             | Evan Peters           | Gacsal Ádám                             | Westview egykori lakója, aki most "Randall" néven fut, és aki korábban "Agnes" láthatatlan férje volt, de később Agatha arra használta, hogy Wanda ikertestvérének, Pietro Maximoffnak adja ki magát a fiktív WandaVízió szitkomban. |
| Rebecca Kaplan                           | Maria Dizzia          | Román Judit                             | William anyukája. |
| Jeff Kaplan                              | Paul Adelstein        | Király Attila                           | William apja. |
| Eddie                                    | Miles Gutierrez-Riley | Kerek Dávid                             | William / Billy barátja. |

### Mellékszereplők
| Szereplő         | Színész                                 | Magyar hang                        | Leírás                                                                              |
| ---------------- | --------------------------------------- | ---------------------------------- | ----------------------------------------------------------------------------------- |
| Sarah Proctor    | Emma Caulfield                          | Zakariás Éva                       | Westview-i lakos, aki Dottie Jones szerepét játszotta a WandaVízió című szitkomban. |
| John Collins     | David Payton                            | Bognár Tamás                       | Westview-i rendőr, aki Herb szerepét játszotta a WandaVízió című szitkomban.        |
| Harold Proctor   | David Lengel                            | Karácsonyi Zoltán                  | Sarah férje, aki Phil Jones szerepét játszotta a WandaVízió című szitkomban.        |
| Abilash Tandon   | Asif Ali                                | Molnár Levente                     | Westview-i lakos, aki Norm szerepét játszotta a WandaVízió című szitkomban.         |
| Dennis           | Amos Glick                              | Hannus Zoltán                      | Postás.                                                                             |
| Evanora Harkness | Kate Forbes                             | Kovács Nóra                        | Agatha anyja.                                                                       |
| Lorna Wu         | Elizabeth Anweis Seomoon Tak (énekhang) | Csúz Lívia Veres Mónika (énekhang) | Alice anyja.                                                                        |
| Lilia mestere    | Laura Boccaletti                        | Bessenyei Emma                     | Lilia mestere                                                                       |
| Orvos            | Scott Butler                            | Hajtó Aurél                        | Férfi Jennifer múltjából.                                                           |
| Démon            | Jade Quon                               | Nem szólal meg                     | Alice átka.                                                                         |
| Nicholas Scratch | Abel Lysenko                            | Tanka Dániel                       | Agatha fia.                                                                         |

### Magyar változat
- Magyar szöveg: Gáspár Bence
- Dalszöveg: Nádasi Veronika
- Szakértő: Aradi Gergely
- Felvevő hangmérnök: Pataki Tamás
- Vágó: Simkóné Varga Erzsébet
- Gyártásvezető: Kincses Tamás
- Szinkronrendező: Bercsényi Péter
- Zenei rendező: Szemenyei János
- Produkciós vezető: Hagen Péter
- Művészeti vezető: Maciej Eyman
- Keverőstúdió: Shepperton International

A szinkront a Mafilm Audio Kft. készítette.

## Epizódok
| Sor. | Év. | Cím                                                                                         | Rendező         | Író                           | Premier                                   |
| --- | --- | ------------------------------------------------------------------------------------------- | --------------- | ----------------------------- | ----------------------------------------- |
| 1. | 1.  | Kísérnek az úton (Seekest Thou the Road)                                                    | Jac Schaeffer   | Jac Schaeffer                 | 2024. szeptember 18. 2024. szeptember 19. |
| A Westview-i rejtélyek (Agnes of Westview) című krimi stílusú tévésorozatban Agnes O'Connor Westview-ban rendőrnyomozó, aki egy ismeretlen nő gyilkossági ügyére fixálódott. Egy éjszaka egy tinédzser betör Agnes házába, és "Az utat" keresi. Agnes úgy véli, hogy a fiúnak köze van a gyilkossági ügyhöz, és letartóztatja. Másnap Rio Vidal, egy rendőrnyomozó kollégája felkeresi Agnest, és segít neki rájönni, hogy az ismeretlen nő, akit lát, valójában Wanda Maximoff holtteste, és hogy Agnes valójában a boszorkány Agatha Harkness, aki három éve Maximoff bűbájában van csapdában. Agatha felébredve a bűbájból rájön, hogy az ereje elveszett, és Vidal azért van itt, hogy megölje őt. Agatha meggyőzi Vidalt, hogy kímélje meg, hogy visszakapja az erejét, de Vidal figyelmezteti Agathát, hogy a Salemi Hetek hamarosan a nyomába erednek. Miután Vidal távozik, Agatha nem tudja, mit tegyen a tinédzserrel, akit valójában ő rabolt el. |     |                                                                                             |                 |                               |                                           |
| 2. | 2.  | Sorsod híddá vált / az ajtón kelj most át! (Circle Sewn with Fate / Unlock Thy Hidden Gate) | Jac Schaeffer   | Laura Donney                  | 2024. szeptember 18. 2024. szeptember 19. |
| A Kölyök elárulja, hogy megszabadította Agathát a varázslat alól, és a Boszorkányok útját szeretné bejárni, ahol erőt akar magának szerezni. Agatha rájön arra is, hogy képtelen meghallani, hogy a Kölyök kimondja a nevét, vagy bármilyen személyes információt adjon. Mivel szükségük van egy kovenre, hogy megnyissák a portált az útra, a páros boszorkányokat toboroz: Lilia Calderu, Jennifer Kale és Alice Wu-Gulliver. Agatha beszervezi a Westview-ban élő Sharon Davist is Vidal helyett. Miközben a négy boszorkány és Davis elvégzik a rituálét, hogy kinyissák az útra nyíló kaput, a Kölyök látja, hogy megérkezik a Salemi Hetek, és a kovennel együtt megszökik a kapun keresztül. |     |                                                                                             |                 |                               |                                           |
| 3. | 3.  | Vad próbák útja vár (Through Many Miles / Of Tricks and Trials)                             | Rachel Goldberg | Cameron Squires               | 2024. szeptember 25. 2024. szeptember 26. |
| Agatha tájékoztatja a kovent, hogy az út végére érve a boszorkányság különböző mágaira összpontosító próbákkal kell szembenézniük. Megtudják Kölyök pecsétjét is, amely megakadályozza, hogy bármelyik boszorkány megtudja a kilétét. Az első próbatételen a koven egy tengerparti házat talál egy üveg borral. Mindenki megissza a bort, kivéve Kölyök. Jen négyszemközt figyelmezteti Kölyköt, hogy ne bízzon Agathában, aki állítólag elcserélte a gyermekét a Setét könyvre. Az időzítő elkezd visszaszámolni, és Jen rájön, hogy a bor mérget tartalmazott, amikor Sharon elájul. Miközben hozzávalókat gyűjtenek az ellenszer elkészítéséhez, a boszorkányok hallucinálnak: Lilia a reneszánsz korból származó fiatalabb önmagát látja, Jen azt hallucinálja, hogy egy orvos a víz alá kényszeríti, Alice az eltűnt anyját látja, aki öngyilkosságot készül elkövetni, Agatha pedig egy bölcsőt lát, amelyben a Setét könyv van. Miközben elkészítik az ellenszert, észreveszik, hogy a ház most víz alatt van, és bármelyik pillanatban betörhet és megfulladhatnak. Mivel az időzítőből már csak néhány másodperc van hátra, befejezik az ellenszert, megisszák, és megitatják Sharonnal. Ahogy ezt megteszik, a víz elkezd beömleni, de megjelenik egy alagút, és a koven azon keresztül menekül vissza az útra. Ahogy magukhoz térnek, a Kölyök felfedezi, hogy Sharon meghalt. |     |                                                                                             |                 |                               |                                           |
| 4. | 4.  | Dalszövegrészlet / Megtanít téged (If I Can't Reach You / Let My Song Teach You)            | Rachel Goldberg | Giovanna Sarquis              | 2024. október 2. 2024. október 3.         |
| Sharon eltemetése után a szövetség kénytelen megidézni egy helyettesítő Zöld Boszorkányt. Rio előbukkan Sharon sírjából, Agatha legnagyobb bosszúságára. A koven egy 1970-es évekbeli esztétikájú házzal találkozik, ami Alice-t bosszúsággal tölti el. Belépve rájönnek, hogy ez egy hangstúdió, amely Alice édesanyjához, Lorna Wuhoz kötődik. Amikor Rio játékosan azt javasolja Agathának, hogy árulják el a többieket, amit mindenki kihallgat, Kölyök véletlenül visszafelé játszik le egy lemezt, megidézve ezzel egy démont, ami Alice családjában egy átok része. A visszavágás érdekében a csoport eljátssza a Ballada Lorna-féle változatát, és Alice sikeresen megöli a démont. Kiderül, hogy Kölyök súlyosan megsérült, mivel egy üvegszilánk szúrta meg, miután az átok miatt a felvételi fülke ablakába dobták. A koven elmenekül a házból, és ellátja őt, megmentve az életét. Lilia, Alice és Jen beszélgetnek, miközben Rio sejteti a közte és Agatha közötti történetet. Agatha megnézi Kölyköt, aki megkérdezi, mi történt a fiával, de Agatha nem vesz tudomást a kérdésről. Később, amikor Agatha megpróbálja megcsókolni Riót, az elmondja Agathának, hogy Kölyök nem az ő fia. |     |                                                                                             |                 |                               |                                           |
| 5. | 5.  | Szítsd fel fennkölt / Földi erőd! (Darkest Hour / Wake Thy Power)                           | Rachel Goldberg | Laura Monti                   | 2024. október 9. 2024. október 10.        |
| A kovent a Salemi Hetek üldözik, és csak szűkösen menekülnek el előlük rögtönzött repülő seprűnyélen. Az út azonban a földre rántja őket, és belépnek a következő próbatételre, amely egy 1980-as évekbeli esztétikájú faház formájában valósul meg. A csoport interakcióba lép egy szellemtáblával, és kapcsolatba lépnek egy szellemmel, akiről kiderül, hogy ő Evanora Harkness, Agatha anyja, akit 1693-ban a lánya megölt az előző kovennel együtt, és a jelenlegi kovent Agatha ellen figyelmeztetve Evanora megszállja őt, és támadni kezdi a csoportot. Alice az erejét használja, hogy kiűzze Evanorát a nő testéből, azonban Agatha folytatja a mágiájának elszívását. Kölyök, aki észreveszi egy másik szellem jelenlétét, megpróbálja megállítani Agathát azzal, hogy a szellem nevét kiáltja: Nicholas Scratch, Agatha fia. Agatha megáll, de Alice meghal. Agatha ragaszkodik hozzá, hogy ez véletlen volt, míg Kölyök, mivel elvesztette a belé vetett hitét, összevesz vele. Lilia és Jen azonban mindketten megerősítik, hogy a céljuk ugyanaz, mint Agatháé, ami arra készteti Kölyköt, hogy elkerülje a kovent, amiért a hatalom keresése közben semmibe veszik az életet. Agatha kigúnyolja Kölyköt azzal, hogy olyan, mint az anyja. Kölyök feldühödve mágikusan irányítja Lilia és Jen elméjét, hogy Agathát egy sárcsapdába dobja, mielőtt őket is belelöki. Ahogy a három boszorkány elsüllyed, Kölyök fején egy, a Skarlát Boszorkányhoz hasonló kék korona jelenik meg. |     |                                                                                             |                 |                               |                                           |
| 6. | 6.  | Titkok fátyla száll (Familiar by Thy Side)                                                  | Gandja Monteiro | Jason Rostovsky               | 2024. október 16. 2024. október 17.       |
| A múltban William Kaplan, egy eastview-i tinédzser éppen a bar-micvóját ünnepli, amikor találkozik Liliával. A tenyerén olvasva valamit, amit nem árul el, Lilia a pecsétet Williamre varázsolja, hogy megvédje őt, és azonnal elfelejti a személyazonosságát is. A buli véget ér, amikor a Wanda által létrehozott Hex elkezd összeomlani. Westview mellett elhaladva William szülei autóbalesetet szenvednek, és William meghal. Ezzel egy időben Billy Maximoff lelke William testébe kerül, és felébreszti őt. Williamnek a baleset után nehézséget okoz a beilleszkedés, mivel újdonsült gondolatolvasó képessége és az előző életére vonatkozó emlékei hiányoznak. Három évvel később William és barátja, Eddie találkoznak Ralph Bohnerrel, akit korábban Agatha irányított a Hexben, aki elmeséli nekik, hogy mi történt ott, valamint Wanda ikreiről, Billyről és Tommy-ról, így Billy rájön, hogy ki is ő valójában. Elhatározza, hogy a Boszorkányok útját felhasználva megtalálja Tommyt, Billy elmegy Agathához, és megtöri Wanda bűbáját. A jelenben Agatha előjön a sárból, és szembeszáll Billyvel. Rájön, hogy a pecsét megsemmisült, kikövetkezteti, mi a gyerek célja, és közli vele, hogy együtt kell folytatniuk, mivel Billy nem tudja irányítani az erejét. |     |                                                                                             |                 |                               |                                           |
| 7. | 7.  | Bús halál árnya int (Death's Hand in Mine)                                                  | Jac Schaeffer   | Gia King és Cameron Squires   | 2024. október 23. 2024. október 24.       |
| Agatha és Billy tovább haladnak az úton, mielőtt egy kastélyhoz érnének. Belépve a Nyugati gonosz boszorkányának és Demonának öltöznek, és tarotkártyákat kapnak. Ha nem a megfelelő sorrendben helyezik el a megfelelő kártyákat, a mennyezetről lógó kardok leesnek. Lilia gyermekkori jóslóleckéjéről szóló visszaemlékezésből kiderül, hogy az életét össze-vissza élte át, ami magyarázatot ad emlékezetkieséseire. A sárba esés után Lilia rájön, hogy Rio a Halál megszemélyesítője (amit Agatha is tudott), aki megjósolja, hogy eljön az ő ideje. Felébreszti Jent, és miután elkerülték a Salemi Heteket, átmerészkednek az alagutakon, mielőtt újra találkoznak Agathával és Billyvel (Lilia Glindának, Jen pedig a Gonosz királynőnek öltözik). Lilia tudva, hogy a próba az övé a megfelelő sorrendbe rakja a kártyákat, megmentve ezzel mindannyiukat. Mindenkit arra késztet, hogy a kijáraton keresztül elmeneküljön, Lilia azonban úgy dönt, hogy hátramarad, miközben a Salemi Hetek közelednek. Felcsapja az egyik kártyát, aminek hatására az egész szoba felborul, felnyársalva a Hetek nagy részét és feltehetően saját magát is. Az utolsó jelenetben a fiatal Lilia vidáman vesz részt az első jóslóleckén. |     |                                                                                             |                 |                               |                                           |
| 8. | 8.  | Bátran indulj el / Hogy győztes útra lelj! (Follow Me My Friend / To Glory at the End)      | Gandja Monteiro | Peter Cameron                 | 2024. október 30. 2024. október 31.       |
| Agatha beleegyezik, hogy Billyt Riónak adja, aki irtózatosnak tartja, amiért második életet kapott. Billy és Jen újra találkozik Agathával az út végén, csakhogy kiderül, hogy az körbe-körbe megy. Billy visszaveszi a cipőjét, és mindhárman Agatha pincéjének egy olyan változatába kerülnek, ahol lassan kialszanak a fények. Jen megtudja, hogy Agatha volt az a boszorkány, aki kötést tett rá, és elvégzi a feloldó varázslatot. Visszanyeri képességeit és eltűnik, miután megkapta az úttól, amire szüksége volt. Agatha segít Billynek megtalálni Tommy lelkét, és Billy egy fuldokló fiú testébe helyezi. Billy eltűnik, Agatha pedig a medáljából vett mag segítségével egy virágot növeszt a padló repedésén keresztül, és ezzel befejezi a próbát. Megszökik, és a hátsó kertjében találja magát, ahol Rio várja őt Billyvel. Agatha beletörődve sorsába, megcsókolja Riót és meghal. Rio megengedi Billynek, hogy elmenjen, és ő hazatér. A szobájába lépve rájön, hogy hálószobájában lévő tárgyak közül sok megegyezik az út szempontjaival, és hallja Agatha nevetését. |     |                                                                                             |                 |                               |                                           |
| 9. | 9.  | Anya, banya, szűz (Maiden Mother Crone)                                                     | Gandja Monteiro | Jac Schaeffer és Laura Donney | 2024. október 30. 2024. október 31.       |
| 1750-ben Agatha életet ad Nicholasnak, de Halál figyelmezteti, hogy végül elviszi őt. Agatha a következő hat évet azzal tölti, hogy fiát neveli, miközben boszorkányokat csábít és gyilkol, amivel Nicholas egyre inkább ellenkezik. Együtt létrehoznak egy gyermekdalt, amely végül Az út balladája lesz, és önálló életre kel. Végül Nicholas megbetegszik, és Halál elragadja őt, Agathát pedig lelkileg elpusztítja. Mivel semmi sem tartja vissza, évszázadokat szentel annak, hogy boszorkányokat gyilkoljon és ellopja erejüket, becsapva őket az út ígéretével. A jelenben Agatha szelleme azt mondja Billynek, hogy az út a mágiájával valósággá vált. Magát hibáztatja Lilia, Alice és Sharon haláláért, de Agatha visszavág, hogy már a kezdetektől fogva tervezte, hogy megöli őket a csalással, és hogy Jen életben van, miután megmenekült az úttól, és a mágiáját is neki köszönheti, hogy helyreállt. Billy visszatér Westview-ba, és megpróbálja száműzni Agathát; a nő ellenáll, elárulva, hogy fél attól, hogy szembe kell néznie Nicholasszal. Billy enged, és hagyja, hogy Agatha szelleme vezesse őt. Miután lepecsételték az út ajtaját és feljegyezték az elesettek nevét, Billy és Agatha elindulnak, hogy megtalálják Tommot. |     |                                                                                             |                 |                               |                                           |